# Адам Станіслав Красінський
Адам Станіслав Красінський (пол. Adam Stanislaw Krasinski; 24 грудня 1810, c. Велиничі, Волинська губернія — 9 травня 1891, Краків) — білоруський католицький діяч, Віленський єпископ РКЦ, перекладач української літератури, поет.

## Життєпис
Навчався в гімназії у Великих Межирічах (пол. Międzyrzec Korecki) та в Любешеві, потім у Віленській духовній академії. Був професором Римо-католицької академії у Петербурзі (1853—1858). 
У 1858—1864 — єпископ Віленський. 
За відмову засудити Січневе повстання (1863) та його учасників за розпорядженням Михаїла Муравйова був заарештований і депортований до Вятки.
Прожив у вигнанні двадцять років (до 1882). 
У 1883 оселився у Кракові. Член Краківської академії наук (пол. Akademia Umiejetnosci).
Основними перекладами Красінського були «Поетичне мистецтво» Горація (пол. «Sztuka rymotworcza Horacego z lacinskiego»; Вільнюс, 1835) та поетичний переклад «Слова о полку Ігоревім» (пол. «Piesn o polku Igora: Staroslawianski poemat z», XII wieku "; Spb., 1856). 
Красинському також належать «Польська граматика для дітей» (1839; кілька видань), «Літературний новорічник» (1835, 1838 та 1843), підручник із права «Канонічне право» (Вільнюс, 1861), «Словник польських синонімів» (1885, 2 томи), «Афоризми, вірші» (1888, 2-е видання 1906), «Спогади» (1901).